# أحمد أباد (خدا أفرين)
أحمد أباد هي قرية في مقاطعة خدا أفرين، إيران. يقدر عدد سكانها بـ 174 نسمة بحسب إحصاء 2016.